# Tobias Schjetne
Tobias Schjetne (21 agosto 1991) è un giocatore di calcio a 5 e calciatore norvegese, difensore del Sjarmtrollan e centrocampista del Fløya.

## Carriera
Schjetne è attivo sia nel calcio a 5 che nel calcio. Per quanto concerne la prima di queste attività, è in forza al Sjarmtrollan nella Futsal Eliteserie, massima divisione del campionato norvegese. Il 16 novembre 2016 è stato convocato per la prima volta dal commissario tecnico della Nazionale norvegese Sergio Gargelli in vista della Nordic Futsal Cup, competizione riservata alle selezioni nordeuropee. Il 30 novembre ha effettuato il proprio esordio, nella sconfitta per 4-0 contro la Finlandia.
Per quanto riguarda il calcio, Schjetne ha fatto parte delle giovanili del Fløya. Nel 2011 è passato allo Skarp, per far poi ritorno al Fløya l'anno successivo. Nel 2014 è stato ingaggiato dal Finnsnes, per cui ha esordito in data 21 aprile, schierato titolare nella sconfitta per 3-1 sul campo del Kjelsås. Il 7 maggio successivo ha trovato la prima rete, nella sconfitta per 4-6 – maturata ai tiri di rigore – contro il Tromsø in una sfida valida per il secondo turno del Norgesmesterskapet 2014. Il 19 novembre dello stesso anno ha rinnovato il contratto che lo legava al Finnsnes.
Il 21 novembre 2017 è stato presentato come nuovo calciatore del Fløya, a cui si sarebbe aggregato a partire dal 1º gennaio 2018. Dal 5 febbraio 2018 ha iniziato ad allenarsi col Napoli Calcio a 5, grazie ai buoni uffici del commissario tecnico della Norvegia Sergio Gargelli.

## Statistiche

### Presenze e reti nei club
Statistiche aggiornate al 18 giugno 2021.
| Stagione        | Club            | Campionato      | Campionato | Campionato | Coppe nazionali | Coppe nazionali | Coppe nazionali | Coppe continentali | Coppe continentali | Coppe continentali | Supercoppe | Supercoppe | Supercoppe | Totale | Totale |
| Stagione        | Club            | Comp            | Pres       | Reti       | Comp            | Pres            | Reti            | Comp               | Pres               | Reti               | Comp       | Pres       | Reti       | Pres   | Reti   |
| --------------- | --------------- | --------------- | ---------- | ---------- | --------------- | --------------- | --------------- | ------------------ | ------------------ | ------------------ | ---------- | ---------- | ---------- | ------ | ------ |
| 2007            | Fløya           | 3D              | ?          | ?          | CN              | ?               | ?               | -                  | -                  | -                  | -          | -          | -          | ?      | ?      |
| 2008            | Fløya           | 3D              | ?          | ?          | CN              | ?               | ?               | -                  | -                  | -                  | -          | -          | -          | ?      | ?      |
| 2009            | Fløya           | 3D              | ?          | ?          | CN              | ?               | ?               | -                  | -                  | -                  | -          | -          | -          | ?      | ?      |
| 2010            | Fløya           | 3D              | ?          | ?          | CN              | ?               | ?               | -                  | -                  | -                  | -          | -          | -          | ?      | ?      |
| 2011            | Skarp           | 2D              | ?          | ?          | CN              | ?               | ?               | -                  | -                  | -                  | -          | -          | -          | ?      | ?      |
| 2012            | Fløya           | 3D              | 21         | 8          | CN              | 0               | 0               | -                  | -                  | -                  | -          | -          | -          | 21     | 8      |
| 2013            | Fløya           | 3D              | 19         | 6          | CN              | 4               | 0               | -                  | -                  | -                  | -          | -          | -          | 23     | 6      |
| 2014            | Finnsnes        | 2D              | 24         | 5          | CN              | 2               | 1               | -                  | -                  | -                  | -          | -          | -          | 26     | 6      |
| 2015            | Finnsnes        | 2D              | 25         | 4          | CN              | 2               | 0               | -                  | -                  | -                  | -          | -          | -          | 27     | 4      |
| 2016            | Finnsnes        | 2D              | 25         | 5          | CN              | 1               | 0               | -                  | -                  | -                  | -          | -          | -          | 26     | 5      |
| 2017            | Finnsnes        | 2D              | 24         | 2          | CN              | 2               | 0               | -                  | -                  | -                  | -          | -          | -          | 26     | 2      |
| Totale Finnsnes | Totale Finnsnes | Totale Finnsnes | 98         | 16         |                 | 7               | 1               |                    | -                  | -                  |            | -          | -          | 105    | 17     |
| 2018            | Fløya           | 3D              | 23         | 10         | CN              | 3               | 0               | -                  | -                  | -                  | -          | -          | -          | 26     | 10     |
| 2019            | Fløya           | 3D              | 15         | 6          | CN              | 2               | 0               | -                  | -                  | -                  | -          | -          | -          | 17     | 6      |
| 2020            | Senja           | 2D              | 9          | 2          | -               | -               | -               | -                  | -                  | -                  | -          | -          | -          | 9      | 2      |
| 2021            | Fløya           | 2D              | 0          | 0          | CN              | 0               | 0               | -                  | -                  | -                  | -          | -          | -          | 0      | 0      |
| Totale Fløya    | Totale Fløya    | Totale Fløya    | ?          | ?          |                 | ?               | ?               |                    | -                  | -                  |            | -          | -          | ?      | ?      |
| Totale          | Totale          | Totale          | 185+       | 48+        |                 | 16+             | 1+              |                    | -                  | -                  |            | -          | -          | 202+   | 49+    |